# Campionats del món de ciclisme en ruta júnior
Els Campionats del món de ciclisme en ruta júnior són els Campionats del món de ciclisme en ruta en categoria júnior (17-18 anys). Actualment s'organitzen 4 proves: ruta i contrarellotge, en categoria masculina i femenina.
Aquestes proves són organitzades per la Unió Ciclista Internacional. Creades el 1975, es van disputar separadament fins que a partir del 1997, s'organitzen juntament amb les proves del Campionats del món. Només el parèntesi, entre 2005 i 2009, que es van disputar juntament amb els Campionats del món de ciclisme en pista júnior, i el 2010, es van córrer independentment. Ja des del 2011 es diputen juntament amb el Campionat del món elit.

## Palmarès masculí

### Cursa en línia
| Any  | Guanyador                | Segon                  | Tercer               |
| ---- | ------------------------ | ---------------------- | -------------------- |
| 1975 | Roberto Visentini        | Ad Verstijlen          | Alberto Massucco     |
| 1976 | Ronald Bessems           | Corrado Donadio        | Jiří Korous          |
| 1977 | Ronny Van Holen          | Per-Ove Carlsson       | Edwin Menzi          |
| 1978 | Vladimir Makarkin        | Hubert Denstedt        | Thomas Landis        |
| 1979 | Greg LeMond              | Kenny De Maerteleire   | Jean-François Dury   |
| 1980 | Roberto Ciampi           | Eric Vanderaerden      | Serguei Navolokin    |
| 1981 | Beat Schumacher          | Oleh Petròvitx Txujda  | Philippe Bouvatier   |
| 1982 | Roger Six                | Andreas Lux            | Iuri Abramov         |
| 1983 | Søren Lilholt            | Oleg Emel'janov        | Michael Gozzi        |
| 1984 | Tom Cordes               | Franco Cavallini       | Alex Pedersen        |
| 1985 | Raymond Meijs            | Evgueni Zagerbelni     | Jean-Jacques Henry   |
| 1986 | Michel Zanoli            | Richard Luppes         | Bart Leysen          |
| 1987 | Pavel Tonkov             | Erik Dekker            | Josef Lontscharitsch |
| 1988 | Gianluca Tarocco         | Vassili Davidenko      | Alessandro Bertolini |
| 1989 | Patrick Vetsch           | Danny Sleeckx          | Steffen Wesemann     |
| 1990 | Marco Serpellini         | Igor Dzyuba            | Bogdan Fink          |
| 1991 | Jeff Evanshine           | Tony Morphett          | Eddy Mazzoleni       |
| 1992 | Giuseppe Palumbo         | Pasquale Santoro       | Frank Vandenbroucke  |
| 1993 | Giuseppe Palumbo         | Mariano Friedick       | Michele Rezzani      |
| 1994 | Miguel Morrás Mangado    | Laurent Lefèvre        | Eladio Jiménez       |
| 1995 | Valentino China          | Ivan Basso             | Rinaldo Nocentini    |
| 1996 | Holger Loew              | Jacob Nielsen          | Claudio Astolfi      |
| 1997 | Crescenzo D'Amore        | Martin Bolt            | Margus Salumets      |
| 1998 | Mark Scanlon             | Filippo Pozzato        | Eduard Kivichev      |
| 1999 | Damiano Cunego           | Ruslan Kaioumov        | Christophe Kern      |
| 2000 | Jeremy Yates             | Antonio Bucciero       | Aleksandr Arekéiev   |
| 2001 | Oleksandr Kvachuk        | Niels Scheuneman       | Mathieu Perget       |
| 2002 | Arnaud Gérard            | Jukka Vastaranta       | Nicolas Sanderson    |
| 2003 | Kai Reus                 | Anders Lund            | Lukas Fus            |
| 2004 | Roman Kreuziger          | Rafaâ Chtioui          | Simon Špilak         |
| 2005 | Ivan Rovni               | Timofei Kritski        | Sebastian Hans       |
| 2006 | Diego Ulissi             | Niki Østergaard        | Tony Gallopin        |
| 2007 | Diego Ulissi             | Daniele Ratto          | Elia Favilli         |
| 2008 | Johan Le Bon             | Mattia Cattaneo        | Sebastian Lander     |
| 2009 | Jasper Stuyven           | Arnaud Demare          | Marco Haller         |
| 2010 | Olivier Le Gac           | Jay McCarthy           | Jasper Stuyven       |
| 2011 | Pierre-Henri Lecuisinier | Martijn Degreve        | Steven Lammertink    |
| 2012 | Matej Mohorič            | Caleb Ewan             | Josip Rumač          |
| 2013 | Mathieu van der Poel     | Mads Pedersen          | Iltjan Nika          |
| 2014 | Jonas Bokeloh            | Alexandr Kulikovskiy   | Peter Lenderink      |
| 2015 | Felix Gall               | Clément Bétouigt-Suire | Rasmus Pedersen      |
| 2016 | Jakob Egholm             | Niklas Märkl           | Reto Müller          |
| 2017 | Julius Johansen          | Luca Rastelli          | Michele Gazzoli      |
| 2018 | Remco Evenepoel          | Marius Mayrhofer       | Alessandro Fancellu  |
| 2019 | Quinn Simmons            | Alessio Martinelli     | Magnus Sheffield     |
| 2020 | No realitzat             | No realitzat           | No realitzat         |
| 2021 | Per Strand Hagenes       | Romain Grégoire        | Madis Mihkels        |
| 2022 | Emil Herzog              | Antonio Morgado        | Vlad Van Mechelen    |
| 2023 | Albert Withen Philipsen  | Paul Fietzke           | Felix Ørn-Kristoff   |
| 2024 | Lorenzo Finn             | Sebastian Grindley     | Senna Remijn         |

### Contrarellotge
| Any  | Guanyador               | Segon               | Tercer                |
| ---- | ----------------------- | ------------------- | --------------------- |
| 1994 | Dean Rogers             | Heat Sandall        | Laurent Lefèvre       |
| 1995 | Joshua Kane Collingwood | Mirko Lauria        | Cadel Evans           |
| 1996 | Simone Lo Vano          | Mathew Hayman       | Iuri Krivtsov         |
| 1997 | Torsten Hiekmann        | Michael Rogers      | Aleksei Màrkov        |
| 1998 | Fabian Cancellara       | Torsten Hiekmann    | Filippo Pozzato       |
| 1999 | Fabian Cancellara       | Rouslan Kaioumov    | Christian Knees       |
| 2000 | Piotr Mazur             | Vladímir Gússev     | Christian Müller      |
| 2001 | Jurgen Van Den Broeck   | Oleksandr Kvachuk   | Niels Scheuneman      |
| 2002 | Mikhaïl Ignàtiev        | Mark Jamieson       | Vincenzo Nibali       |
| 2003 | Mikhaïl Ignàtiev        | Dmitrò Hrabovski    | Viktor Renang         |
| 2004 | Patrick Gretsch         | Roman Kreuziger     | Stefan Schäfer        |
| 2005 | Marcel Kittel           | Alexandru Pliușchin | Siarhei Papok         |
| 2006 | Marcel Kittel           | Étienne Pieret      | Tony Gallopin         |
| 2007 | Taylor Phinney          | John Degenkolb      | Nikita Novikov        |
| 2008 | Michał Kwiatkowski      | Jakob Steigmiller   | Taylor Phinney        |
| 2009 | Luke Durbridge          | Lawson Craddock     | Lasse Norman Hansen   |
| 2010 | Bob Jungels             | Jasha Sütterlin     | Lawson Craddock       |
| 2011 | Mads Wurtz Schmidt      | James Oram          | David Edwards         |
| 2012 | Oskar Svendsen          | Matej Mohorič       | Maximilian Schachmann |
| 2013 | Igor Decraene           | Mathias Krigbaum    | Zeke Mostov           |
| 2014 | Lennard Kämna           | Adrien Costa        | Michael Storer        |
| 2015 | Leo Appelt              | Adrien Costa        | Brandon McNulty       |
| 2016 | Brandon McNulty         | Mikkel Bjerg        | Ian Garrison          |
| 2017 | Thomas Pidcock          | Antonio Puppio      | Filip Maciejuk        |
| 2018 | Remco Evenepoel         | Lucas Plapp         | Andrea Piccolo        |
| 2019 | Antonio Tiberi          | Enzo Leijnse        | Marco Brenner         |
| 2020 | No realitzat            | No realitzat        | No realitzat          |
| 2021 | Gustav Wang             | Joshua Tarling      | Alec Segaert          |
| 2022 | Joshua Tarling          | Hamish McKenzie     | Emil Herzog           |
| 2023 | Oscar Chamberlain       | Ben Wiggins         | Louis Leidert         |
| 2024 | Paul Seixas             | Jasper Schoofs      | Matisse Van Kerckhove |

### Contrarellotge per equips
| Any  | Guanyadors                                                                                      | Segons                                                                                      | Tercers |
| ---- | ----------------------------------------------------------------------------------------------- | ------------------------------------------------------------------------------------------- | --- |
| 1975 | Unió Soviètica · Nikolaï Bondarenko · Guennadi Karavajev · Ivan Romanov · Leonid Toropov        | Polònia · Piotr Dobraszak · Witold Mokiejewski · Andrzej Piotrowski · Zbigniew Pieta        | RDA · Detlef Macha · Andreas Petermann · Siegbert Schmeisser · Volker Winkler                              |
| 1976 | Itàlia · Corrado Donadio · Gianni Giacomini · Ivano Maffei · Alessandro Primavera               | Unió Soviètica · Viktor Srebnikov · Igor Schirikov · Viatcheslav Dedenov · Pavel Lazarev    | Polònia · Bogdan Bezdzietny · Stefan Ciekanski · Witold Mokiejewski · Andrzej Pajor                        |
| 1977 | RDA · Thomas Barth · Falk Boden · Andreas Kluge · Olaf Ludwig                                   | Unió Soviètica · Andrei Apressov · Yuri Kachirin · Oleg Logvin · Vladimir Korjov            | Itàlia · Pierangelo Bincoletto · Daniele Caroli · Maurizio Reali · Walter Petinatti                        |
| 1978 | RDA · Thomas Barth · Falk Boden · Olaf Ludwig · Udo Smektala                                    | Unió Soviètica · Alguis Waitkus · Oleg Flischin · Viktor Kripushin · Vladimir Makarkin      | Estats Units · Jeff Bradley · Greg Demgen · Ron Kiefel · Greg LeMond                                       |
| 1979 | Unió Soviètica · Sergei Starodubschev · Viktor Demidenko · Sergei Tschapk · Vladimir Volochin   | Suècia · Per Mikael Christiansson · Juha Narkiniemi · Thomas Rask · Hakan Jensen            | Estats Units · Greg LeMond · Mark Frise · Jeff Bradley · Andrew Hampsten                                   |
| 1980 | Unió Soviètica · Viktor Demidenko · Sergueï Voronine · Sergei Tschapk · Oleg Petrovitch Chuzhda | Estats Units · Andrew Hampsten · Gavin Chilcott · Lee Fleming · Steve Manthey               | Dinamarca · Brian Sorensen · Jens Veggerby · René Andersen · Wagner Rasmussen.                             |
| 1981 | RDA · Uwe Ampler · Frank Jesse · Dan Radtke · Ralf Wodinski                                     | Unió Soviètica · Sergei Navolokin · Nikolaï Krivocheev · Aiguirdas Chneka · Rinat Nourdinov | Suècia · Mats Andersson · Magnus Knutsson · Stefan Brykt · Lars Wahlqvist                                  |
| 1982 | RDA · Uwe Ampler · Jan Glossmann · Jens Heppner · Andreas Lux                                   | Unió Soviètica · Yuri Abramov · Vladimir Chevtchenko · Alexeï Komine · Assiat Saítov        | Dinamarca · Kim Olsen · Lars B. Jensen · Lars Hakam Jensen · Per Pedersen                                  |
| 1983 | Dinamarca · Soren Lilholt · Kim Olsen · Alex Pedersen · Rolf Sørensen                           | Unió Soviètica · Assiat Saítov · Vatslavas Gumuliauskas · Oleg Ermolaiev · Alexeï Siluk     | Estats Units · Roy Knickman · David Farmer · Tim Hinz · Tony Palmer                                        |
| 1984 | Unió Soviètica · Nikolaï Razouvaev · Piotr Geukovski · Sergei Kapustin · Igor Sumnikov          | Estats Units · David Farmer · Tim Hinz · Peter Howard · Tony Palmer                         | Països Baixos · Tom Cordes · Herbert Dijkstra · Gerrit de Vries · Stefan Rakers                            |
| 1985 | Itàlia · Mario Cipollini · Maurizio Dametto · Davide Gallerani · Adriano Lorenzi                | Unió Soviètica · Sergei Kapustin · Evgueni Zagrebelny · Alex Datsuk · Valeri Saronov        | Països Baixos · Patrick Coone · Erik Dekker · Gerrit de Vries · Michel Zanoli                              |
| 1986 | Itàlia · Luca Colombo · Roberto Maggioni · Mauro Consonni · Paolo Morandi                       | Unió Soviètica · Igor Patenko · Viktor Schelkoski · Andreï Olkhov · Vladimir Panasenko      | RDA · Gerd Audhem · Bert Dietz · Steffen Rein · Ronald Rauch                                               |
| 1987 | Itàlia · Luca Colombo · Luca Daddi · Rosario Fina · Gianluca Tarocco                            | Unió Soviètica · Igor Patenko · Sabin Suleimanov · Oleg Polovnikov · Pavel Tonkov           | Països Baixos · Antoine Lagerwey · Maarten den Bakker · Robert Van de Vin · Gerard Kemper                  |
| 1988 | Itàlia · Alessandro Baciocchini · Gianfranco Contri · Andrea Peron · Gianluca Tarocco           | Txecoslovàquia · Kamel Dvorcik · Thomas Krc · Pavel Padrnos · František Trkal               | Unió Soviètica · Alexandre Markovnitchenko · Alexandre Ossipov · Sergei Savinotchkin · Dimitri Tcherkachin |
| 1989 | Itàlia · Rossano Brasi · Andrea Peron · Davide Rebellin · Cristian Salvato                      | Països Baixos · Servais Knaven · Marcel Vegt · Richard Groenendaal · Patrick Van Dijken     | Unió Soviètica · Alexeï Kaluguin · Vladimir Abramov · Vladimir Douma · Anatoli Bagdevitch                  |
| 1990 | Unió Soviètica · Sergueï Aoutko · Igor Dziuba · Pavel Tcherkassov · Mikhaïl Touze               | Itàlia · Rossano Brasi · Nicola Giacomazzi · Mauro Monaro · Daniele Nardello                | Polònia · Dariusz Baranowski · Artur Krzeszowiec · Grzegor Rosolinski · Bernard Wierzbinski                |
| 1991 | Unió Soviètica · Dmitri Mourachko · Alexandre Kozlov · Mikhaïl Teteriuk · Igor Bondchoukov      | Estats Units · Matthew Johnson · George Hincapie · Fred Rodriguez · Chris Wherry            | Espanya · Victoriano Fernández · José Antonio Gil · Igor González de Galdeano · Valentín Zubieta           |
| 1992 | Itàlia · Alberto Romio · Marco Velo · Massimo Mori · Massimo Martini                            | Polònia · Pavel Niedzwiecki · Marcin Gebke · Piotr Przydział · Bernard Bocian               | França · James Jardillier · Anthony Langella · Franck Perque · Franck Trotel                               |
| 1993 | Itàlia · Oscar Biason · Massimo Martini · Flavio Zandarin · Ruggiero Tarraco                    | Alemanya · Patrick Burkhardt · Jean-Paul Furus · Jörg Ludewig · Jörg Jaksche                | Txèquia · Bronislaw Fialkowki · Pavel Prchal · Ondřej Sosenka · Jozef Zabka                                |

## Palmarès femení

### Cursa en línia
| Any  | Guanyadora             | Segona                 | Tercera              |
| ---- | ---------------------- | ---------------------- | -------------------- |
| 1987 | Catherine Marsal       | Alga Zagorska          | Ellis Guazzaroni     |
| 1988 | Gitte Hjörtflod        | Est Van Verseveld      | Lotte Schmidt        |
| 1989 | Deirdre Demet          | Jessica Grieco         | Elena Netchaeva      |
| 1990 | Ina-Yoko Teutenberg    | Jessica Grieco         | Danielle Overgaag    |
| 1991 | Elsbeth van Rooy-Vink  | Sally Dawes            | Fabiana Luperini     |
| 1992 | Hanka Kupfernagel      | Elisabeth Chevanne     | Marion Borst         |
| 1993 | Elisabeth Chevanne     | Cinzia Faccin          | Karine Boitier       |
| 1994 | Diana Žiliūtė          | Alla Epifanova         | Evi Gensheimer       |
| 1995 | Andrea Hänni           | Kerstin Scheitle       | Lisbeth Simper       |
| 1996 | Alessandra D'Ettorre   | Oksana Saprykina       | Martina Corazza      |
| 1997 | Mirella van Melis      | Nicole Brändli         | Sofie Andersson      |
| 1998 | Tina Liebig            | Olga Zabelínskaia      | Nathalie Bates       |
| 1999 | Geneviève Jeanson      | Trixi Worrack          | Noemi Cantele        |
| 2000 | Nicole Cooke           | Magdalena Sadlecka     | Clare Hall-Patch     |
| 2001 | Nicole Cooke           | Pleuni Möhlmann        | Maja Włoszczowska    |
| 2002 | Suzanne de Goede       | Claudia Stumpf         | Monica Holler        |
| 2003 | Loes Markerink         | Irina Tolmacheva       | Sabine Fischer       |
| 2004 | Marianne Vos           | Marta Bastianelli      | Ellen van Dijk       |
| 2005 | Mie Bekker Lacota      | Marianne Vos           | Rasa Leleivytė       |
| 2006 | Rasa Leleivytė         | Marina Romoli          | Eleonora Patuzzo     |
| 2007 | Eleonora Patuzzo       | Cherise Taylor         | Valentina Scandolara |
| 2008 | Jolien D'Hoore         | Rossella Callovi       | Hanna Amend          |
| 2009 | Rossella Callovi       | Pauline Ferrand-Prévot | Susanna Zorzi        |
| 2010 | Pauline Ferrand-Prévot | Rossella Ratto         | Coryn Rivera         |
| 2011 | Lucy Garner            | Jessy Druyts           | Christina Siggaard   |
| 2012 | Lucy Garner            | Eline Brustad          | Anna Stricker        |
| 2013 | Amalie Dideriksen      | Anastasiia Iakovenko   | Olena Demidova       |
| 2014 | Amalie Dideriksen      | Sofia Bertizzolo       | Agnieszka Skalniak   |
| 2015 | Chloe Dygert           | Emma White             | Agnieszka Skalniak   |
| 2016 | Elisa Balsamo          | Skylar Schneider       | Susanne Andersen     |
| 2017 | Elena Pirrone          | Emma Norsgaard         | Letizia Paternoster  |
| 2018 | Laura Stigger          | Marie Le Net           | Simone Boilard       |
| 2019 | Megan Jastrab          | Julie de Wilde         | Lieke Nooijen        |
| 2020 | No realitzat           | No realitzat           | No realitzat         |
| 2021 | Zoë Bäckstedt          | Kaia Schmid            | Linda Riedmann       |
| 2022 | Zoë Bäckstedt          | Eglantine Rayer        | Nienke Vinke         |
| 2023 | Julie Bego             | Cat Ferguson           | Fleur Moors          |
| 2024 | Cat Ferguson           | Paula Ostiz            | Viktória Chladoňová  |

### Contrarellotge
| Any  | Guanyadora                | Segona                  | Tercera                |
| ---- | ------------------------- | ----------------------- | ---------------------- |
| 1995 | Linda Visentini           | Christina Becker        | Tatiana Stiajkina      |
| 1996 | Rachael Linke             | Natascha Klewitz        | Samanta Loschi         |
| 1997 | Olga Zabelínskaia         | Sylvia Hübscher         | María Mercedes Cagigas |
| 1998 | Trixi Worrack             | Olga Zabelínskaia       | Geneviève Jeanson      |
| 1999 | Geneviève Jeanson         | Juliette Vandekerckhove | Trixi Worrack          |
| 2000 | Juliette Vandekerckhove   | Katherine Bates         | Bertine Spijkerman     |
| 2001 | Nicole Cooke              | Natalia Boyarskaya      | Diana Elmentaitė       |
| 2002 | Anna Zugno                | Tatiana Guderzo         | Claudia Hecht          |
| 2003 | Bianca Purath-Knoepfle    | Loes Markerink          | Iris Slappendel        |
| 2004 | Tereza Huříková           | Rebecca Much            | Amanda Spratt          |
| 2005 | Lisa Brennauer            | Tereza Huříková         | Mie Bekker Lacota      |
| 2006 | Rebecca Spence            | Léssia Kalitovska       | Mie Bekker Lacota      |
| 2007 | Josephine Tomic           | Valeria Kononenko       | Jerika Hutchinson      |
| 2008 | Maria Grandt Petersen     | Valeria Kononenko       | Laura Dittmann         |
| 2009 | Hanna Solovey             | Pauline Ferrand-Prevot  | Elizaveta Oshurkova    |
| 2010 | Hanna Solovey             | Pauline Ferrand-Prevot  | Amy Cure               |
| 2011 | Jessica Allen             | Elinor Barker           | Mieke Kröger           |
| 2012 | Elinor Barker             | Cecilie Uttrup Ludwig   | Demi de Jong           |
| 2013 | Séverine Eraud            | Alexandria Nicholls     | Alexandra Manly        |
| 2014 | Macey Stewart             | Pernille Mathiesen      | Anna-Leeza Hull        |
| 2015 | Chloe Dygert              | Emma White              | Anna-Leeza Hull        |
| 2016 | Karlijn Swinkels          | Lisa Morzenti           | Juliette Labous        |
| 2017 | Elena Pirrone             | Alessia Vigilia         | Madeleine Fasnacht     |
| 2018 | Rozemarijn Ammerlaan      | Camilla Alessio         | Elynor Bäckstedt       |
| 2019 | Aigul Gareeva             | Shirin van Anrooij      | Elynor Bäckstedt       |
| 2020 | No realitzat              | No realitzat            | No realitzat           |
| 2021 | Alena Ivanchenko          | Zoë Bäckstedt           | Antonia Niedermaier    |
| 2022 | Zoë Bäckstedt             | Justyna Czapla          | Febe Jooris            |
| 2023 | Felicity Wilson-Haffenden | Isabel Sharp            | Federica Venturelli    |
| 2024 | Cat Ferguson              | Viktória Chladoňová     | Imogen Wolff           |